# Ногинск-5
Ногинск-5 (известен также как Всеволодово, в/ч 20760) — посёлок в составе посёлка Всеволодово на территории городского округа Электросталь (до 2017 года — сельского поселения Стёпановское Ногинского района) Московской области. Ранее посёлок являлся закрытым городком Министерства обороны, в 2008 году статус посёлка был изменён и он выведен из перечня закрытых посёлков.
Численность населения посёлка составляет около 3 тысяч жителей — это был крупнейшим населённым пунктом сельского поселения Стёпановское.
Градообразующим предприятием является АО «502 завод по ремонту военно-технического имущества» (АО «502 ЗРВТИ»), на котором заняты около 600 жителей посёлка и ряда окрестных населённых пунктов.
Вся история посёлка непосредственно связана с данным предприятием.

## 502-й завод
Завод — одно из ведущих предприятий Министерства обороны по ремонту зенитно-ракетных систем. Ежегодно осуществляется капитально-восстановительный ремонт около десяти зенитно-ракетных комплексов различных поколений, в основном это ЗРК С-300. Налажено тесное сотрудничество со странами СНГ: Белоруссией, Арменией, Таджикистаном, Узбекистаном, развиваются связи с Казахстаном. Более 10 лет поставляет в Египет модернизированные комплексы, развиваются отношения с Индией, Сирией, Венесуэлой, Монголией.
В прошлом предприятие занималось ремонтом систем «Беркут» — С-25, затем С-75, С-125, С-200. В настоящее время — С-300 и С-400
- 1 октября 1955 года: создание 194-й технической базы (войсковой части 20760) 1-й армии ПВО особого назначения
- 1958 — часть заступила на боевое дежурство
- 1960 — был освоен ремонт зенитного ракетного комплекса С-75
- 1966 — проведена модернизация, часть переименована в 372-й Центральный ремонтный завод ПВО
- 1987 — 372-й завод был преобразован в 86-й Арсенал ПВО
- 1990 — завод приступил к ремонту отдельных частей зенитной ракетной системы С-300 ПТ
- 1993 — предприятие становится 502-м заводом по ремонту военно-технического имущества
- 1997—1998 — проведено переоборудование, вновь увеличились объёмы ремонтируемой техники
- 2003 — завод стал гражданским предприятием, работающим в системе Министерства обороны
- май 2009 года — предприятие преобразовано в открытое акционерное общество в составе корпорации «Авиаремонт» — дочерней структуры холдинга «Оборонсервис».

## Современное состояние
После снятия статуса военного городка Министерства обороны РФ имущество и инфраструктура посёлка так и не были переданы муниципальным властям, что привело к тому, что отсутствовало финансирование как со стороны Министерства обороны, так и со стороны муниципальных властей сельского поселения Стёпановское и Ногинского района (для последних до передачи имущества Министерства обороны в муниципальную собственность любые затраты на поддержание инфраструктуры посёлка квалифицируются как нецелевое расходование средств).
В составе посёлка выделяется собственно жилая часть с 17 многоквартирными капитальными домами, школой и детским садом.
Кроме того имеется бывший «солдатский городок» (в его состав входили капитальные казармы, столовая с пищеблоком, хозяйственные, спортивные и культурные объекты), который был заброшен в начале 1990-х годов после расформирования войсковой части, за прошедшее время его строения подверглись разрушению. Дом офицеров, единственное относительно сохранившееся здание, был отключён от теплоснабжения зимой 2013 года, ещё ранее он был отключён от электросети. В 2016 году были начаты работы по ремонту здания бывшего Дома офицеров, который был преобразован в Дом культуры «Всеволодово», средства в размере 102 миллиона рублей были выделены из бюджета Московской области. В здании заменили инженерные коммуникации, отремонтировали системы отопления и вентиляции, энергоснабжения, фундамент, кровлю и крыльцо. Для маломобильных граждан установили пандусы. Также полностью обновили техническое оснащение ДК: в здание закупили новое световое, звуковое и хореографическое оборудование, а также мебель. После ремонта в зрительном зале стало 220 мест, был оборудован конференц-зал на 50 мест, хореографический класс с профессиональным музыкальным оборудованием, станками, зеркалами, закуплен рояль «Ямаха».
В 2011 году была освящена часовня Михаила Архангела.
Третью часть посёлка составляет производственная зона с 502-м заводом.